# Johannes Luf von Kleve gen. von Kervenheim
Johannes Luf von Kleve gen. von Kervenheim († 1313) war Dompropst im Domkapitel Münster.

## Leben

### Herkunft und Familie
Johannes entstammte als Sohn des Edelherren Dietrich Luf von Kleve und Elisabeth von Virneburg einem uralten Grafengeschlecht in der Grafschaft Kleve. Er hatte vier Geschwister: Agnes, verheiratet mit Wikbold von Lohn, Siegfried (Dompropst), Katharina, verh. mit Walram von Kessel, und Dietrich (Graf von Hülchrath).

### Werdegang und Wirken
Johannes war zunächst Archidiakon in Vreden, Propst von Kollegialstift St. Ludgeri und Kollegialstift St. Stephanus in Beckum, bevor er 1310 als Nachfolger Wikbolds von Lohn in das Amt des Dompropstes eingeführt wurde. Er residierte bis 1313, als er bei einer Auseinandersetzung mit Heinrich II. von Korff und seiner Familie, die vom Domkapitel lehnsabhängig war und Ansprüche erhob, sein Leben verlor. Alexander von Lüdinghausen wurde sein Nachfolger.